# Bernardi (Familienname)
Bernardi ist ein italienischer und deutscher Familienname.

## Namensträger
- Alessandra Bernardi (* 1967), italienische Autorin
- Andrea Bernardi (* 2003), italienischer Sprinter
- Bartolomeo Bernardi (um 1660–1732), italienischer Komponist und Violinist
- Christian Bernardi (Leichtathlet), san-marinesischer Leichtathlet
- Christian Marie Bernardi, eigentlicher Name von Christian Serratos (* 1990), US-amerikanische Schauspielerin
- Christine Bernardi (1955–2018), französische Mathematikerin
- Clothilde de Bernardi (* 1994), französische Tennisspielerin
- Enrico Bernardi (1841–1919), italienischer Mathematiker, Pionier des Verbrennungsmotors und des Automobils
- Fabrizio Bernardi (* 1972), italienischer Astronom
- Ferdinando Bernardi (1874–1961), italienischer Geistlicher, Erzbischof von Tarent
- Gian Giuseppe Bernardi (1865–1946), italienischer Komponist, Musiktheoretiker und Musikpädagoge
- Giorgio Bernardi (1912–1988), italienischer Fußballschiedsrichter
- Giuliano Bernardi (1939–1977), italienischer Opernsänger
- Giuseppe Bernardi (Torretti; 1694–1773), italienischer Bildhauer
- Gregorio Bernardi (* 2004), italienischer Skirennläufer
- Guido Bernardi (1921–2002), italienischer Radrennfahrer
- Herschel Bernardi (1923–1986), US-amerikanischer Schauspieler
- Isabella De Bernardi (1963–2021), italienische Schauspielerin
- Jörg De Bernardi (* 1973), Schweizer Politiker, Diplomat und Vizekanzler
- José Oscar Bernardi (* 1954), brasilianischer Fußballspieler und -trainer
- Joseph Bernardi (1826–1907), deutscher Landschaftsmaler der Düsseldorfer Schule
- Lorenzo Bernardi (* 1968), italienischer Volleyballspieler
- Luca Bernardi (* 2001), san-marinesischer Motorradrennfahrer
- Lucas Bernardi (* 1977), argentinischer Fußballspieler
- Luciano Bernardi (1920–2001), italienisch-schweizerischer Botaniker
- Marco Bernardi (* 1994), san-marinesischer Fußballspieler
- Mario Bernardi (1930–2013), kanadischer Dirigent und Pianist
- Mario de Bernardi (1893–1959), italienischer Jagdflieger im Ersten Weltkrieg, Testpilot
- Marta Bernardi (* 1989), italienische Triathletin
- Massimo Bernardi (* 1960), italienischer Basketballtrainer
- Mauro Bernardi (* 1957), italienischer Skirennläufer und Bergsteiger
- Mirko Bernardi (* 1953), italienischer Radrennfahrer
- Nerio Bernardi (1899–1971), italienischer Schauspieler, Schauspiellehrer und Synchronsprecher
- Pedro Bernardi (* 1991), brasilianischer Tennisspieler
- Piero De Bernardi (1926–2010), italienischer Drehbuchautor
- Riccardo Bernardi (* 2000), italienischer Skilangläufer
- Roberto Bernardi (* 1974), italienischer Fotorealist
- Rut Bernardi (* 1962), italienische Schriftstellerin, Publizistin, Übersetzerin, Journalistin und Hörspielautorin
- Sabine Bernardi (* 1974), deutsche Regisseurin
- Stefano Bernardi (um 1575–um 1636), italienischer Komponist und Kapellmeister
- Tiago Bernardi (* 1979), brasilianischer Fußballspieler
- Tonino De Bernardi (* 1937), italienischer Kurzfilm- und Videoregisseur
- Ulrich Bernardi (1925–2016), italienischer Bildschnitzer
- Vicky Bernardi (* 2002), italienische Skirennläuferin